# Крис Колман
Кристофър „Крис“ Колман (на английски: Christopher "Chris" Coleman) е уелски футболист и треньор, настоящ треньор на националния отбор на Уелс.

## Кариера

### Футболна кариера
Колман израства в академията на Манчестър Сити, но не успява да запише нито един мач за първия отбор, заради което напуска „гражданите“, и се присъединява към отбора на Суонзи. За четирите години, прекарани в Суонзи, Колман записва почти 200 мача. През 1991 е трансфериран в Кристъл Палас за сумата от £270 000 паунда. В Кристъл Палас също прекарва 4 години, записвайки 143 и отбелязвайки 16 гола. През 1995 преминава в тогавашния шампион Блекбърн Роувърс за сумата от £2.8 милиона паунда. Блекбърн обаче не успява да повтори успеха си и остава извън европейските клубни турнири. Колман изиграва 28 мача за Блекбърн, но получава контузия, която го изважда от първия отбор, и заради която напуска в посока Фулъм. Във Фулъм, Колман бързо става капитан и с негова помощ отборът печели промоция за Премиър лийг. В средата на следващия сезон обаче прекратява кариерата си вследствие на катастрофа. За националния отбор записва 32 мача, но поради многобройните си контузии не успява да се наложи трайно в състава.

### Треньорска кариера
Веднага след като прекратява кариера си, Колман поема бившия си отбор. Под негово ръководство отборът завършва изненадващо на девето място. Много от ключовите играчи на отбора биват продадени, и отбора не успява да повтори успехите си. На 10 април 2007, след 7 поредни мача без победа, Колман е уволнен. След това застава начело на изпадналия в Сегунда дивизион Реал Сосиедад, наследявайки сънародника си Джон Тошак, но в началото на 2008 е уволнен поради конфликт с ръководството. В началото на следващия сезон е назначен за треньор на Ковънтри Сити, където през 2010 е уволнен след като отборът завършва на 19-о място. На 26 май 2011 става треньор на гръцкия АЕЛ 1964, но през януари 2012 напуска поради финансовата криза, царяща в клуба. Почти веднага след това е назначен за треньор на националния отбор на Уелс, наследявайки своя бивш съотборник Гари Спийд. Под негово ръководство отборът претърпява провал в световните квалификации, но успява да се класира на Европейското първенство през 2016.